# Carl Wolfgang Graf von Ballestrem
Carl Wolfgang Graf von Ballestrem (Ober Gläsersdorf, 16 ottobre 1903 – Hardheim, 17 dicembre 1994) è stato un nobile e dirigente d'azienda tedesco.

## Biografia
Carl Wolfgang Graf von Ballestrem nacque a Ober Gläsersdorf il 16 ottobre 1903 ed era il secondo figlio del conte Valentin von Ballestrem e di sua moglie Agnes, nata contessa di Stolberg-Stolberg, (Gut Thomaswaldau, distretto di Bunzlau, 11 maggio 1874 - Gut Ober Gläsersdorf, 26 marzo 1940).
Era sposato con la principessa Theresia zu Löwenstein-Wertheim-Rosenberg (1909-2000). Dalla loro unione quattro figli, tra cui il politologo e filosofo Karl Graf Ballestrem.
Dopo aver frequentato la scuola di grammatica a Breslavia, studiò giurisprudenza all'Università Ludwig Maximilian di Monaco e conseguì il dottorato teologia e filosofia. Nel 1932 assunse la direzione dell'azienda di famiglia "Vereinigte Holzindustrie" in Slesia. Dopo aver perso le sue proprietà terriere in Slesia, inizialmente diresse il Fürstlich Löwensteinisches Forstamt a Wertheim e nel 1956 si trasferì con la sua famiglia all'Hofgut Breitenau a Odenwald.
Nel 1926 entrò come cavaliere di onore e devozione in obbedienza nel Sovrano Militare Ordine di Malta e nel 1947 entrò nell'Associazione di Slesia dei Cavalieri di Malta. In questo ruolo, il suo contributo fu determinante nel lavoro di riforma dell'Ordine avvenuto sotto papa Pio XII. Nel 1962 divenne Grande Ospedaliere e quindi responsabile delle attività di beneficenza dell'intero Ordine in tutto il mondo. Nei suoi tredici anni di mandato contribuì con la sua esperienza nella creazione del Malteser Hilfsdienst.
Morì a Hardheim il 17 dicembre 1994 all'età di 91 anni.

## Ascendenza
|                                   |                                      |                                        | Genitori                        |  |  | Nonni |  |  | Bisnonni                     |  |  | Trisnonni                  |  |
|                                   |                                      |                                        |                                 |  |  |       |  |  | Carl Wolfgang von Ballestrem |  |  | Carl Ludwig von Ballestrem |  |
|                                   |                                      |                                        |                                 |  |  |       |  |  | Carl Wolfgang von Ballestrem |  |  | Carl Ludwig von Ballestrem |  |
|                                   |                                      | Johanna von Zülow                      |                                 |  |  |       |  |  | Carl Wolfgang von Ballestrem |  |  |                            |  |
| Franz von Ballestrem              |                                      |                                        |                                 |  |  |       |  |  | Carl Wolfgang von Ballestrem |  |  |                            |  |
|                                   |                                      | Bertha von Leithold                    | Carl von Leithold               |  |  |       |  |  |                              |  |  |                            |  |
|                                   |                                      | Bertha von Leithold                    | Carl von Leithold               |  |  |       |  |  |                              |  |  |                            |  |
|                                   |                                      | Bertha von Leithold                    | Josepha Anna Schipp von Branitz |  |  |       |  |  |                              |  |  |                            |  |
| Valentin von Ballestrem           |                                      | Bertha von Leithold                    |                                 |  |  |       |  |  |                              |  |  |                            |  |
|                                   |                                      | Gustav von Saurma                      | Franz von Saurma                |  |  |       |  |  |                              |  |  |                            |  |
|                                   |                                      | Gustav von Saurma                      | Franz von Saurma                |  |  |       |  |  |                              |  |  |                            |  |
|                                   |                                      | Gustav von Saurma                      | Maria Anna von Nostitz-Rieneck  |  |  |       |  |  |                              |  |  |                            |  |
| Hedwigis von Saurma               |                                      | Gustav von Saurma                      |                                 |  |  |       |  |  |                              |  |  |                            |  |
|                                   |                                      | Anna Schaffgotsch                      | Leopold Schaffgotsch            |  |  |       |  |  |                              |  |  |                            |  |
|                                   |                                      | Anna Schaffgotsch                      | Leopold Schaffgotsch            |  |  |       |  |  |                              |  |  |                            |  |
|                                   |                                      | Anna Schaffgotsch                      | Johanna von Wurmbrand-Stuppach  |  |  |       |  |  |                              |  |  |                            |  |
| Carl Wolfgang Graf von Ballestrem |                                      | Anna Schaffgotsch                      |                                 |  |  |       |  |  |                              |  |  |                            |  |
|                                   | Bernhard Joseph zu Stolberg-Stolberg | Friedrich Leopold zu Stolberg-Stolberg |                                 |  |  |       |  |  |                              |  |  |                            |  |
|                                   | Bernhard Joseph zu Stolberg-Stolberg | Friedrich Leopold zu Stolberg-Stolberg |                                 |  |  |       |  |  |                              |  |  |                            |  |
|                                   | Bernhard Joseph zu Stolberg-Stolberg | Sophie von Redern                      |                                 |  |  |       |  |  |                              |  |  |                            |  |
| Friedrich zu Stolberg-Stolberg    | Bernhard Joseph zu Stolberg-Stolberg |                                        |                                 |  |  |       |  |  |                              |  |  |                            |  |
|                                   |                                      | Charlotte Agnes von Seherr-Thoß        | Ernst von Seherr-Thoß           |  |  |       |  |  |                              |  |  |                            |  |
|                                   |                                      | Charlotte Agnes von Seherr-Thoß        | Ernst von Seherr-Thoß           |  |  |       |  |  |                              |  |  |                            |  |
|                                   |                                      | Charlotte Agnes von Seherr-Thoß        | Agnes von Loën                  |  |  |       |  |  |                              |  |  |                            |  |
| Agnes zu Stolberg-Stolberg        |                                      | Charlotte Agnes von Seherr-Thoß        |                                 |  |  |       |  |  |                              |  |  |                            |  |
|                                   |                                      | Theodor von Falkenhayn                 | Ernst August von Falkenhayn     |  |  |       |  |  |                              |  |  |                            |  |
|                                   |                                      | Theodor von Falkenhayn                 | Ernst August von Falkenhayn     |  |  |       |  |  |                              |  |  |                            |  |
|                                   |                                      | Theodor von Falkenhayn                 | Maria Anna von Königsbrunn      |  |  |       |  |  |                              |  |  |                            |  |
| Bertha von Falkenhayn             |                                      | Theodor von Falkenhayn                 |                                 |  |  |       |  |  |                              |  |  |                            |  |
|                                   |                                      | Ida von Hauer                          | Franz Seraph von Hauer          |  |  |       |  |  |                              |  |  |                            |  |
|                                   |                                      | Ida von Hauer                          | Franz Seraph von Hauer          |  |  |       |  |  |                              |  |  |                            |  |
|                                   |                                      | Ida von Hauer                          | Rosina Larisch von Moennich     |  |  |       |  |  |                              |  |  |                            |  |
|                                   |                                      | Ida von Hauer                          |                                 |  |  |       |  |  |                              |  |  |                            |  |